# Turberas De Acumuer
Turberas De Acumuer este o arie protejată (arie specială de conservare — SAC, sit de importanță comunitară — SCI) din Spania întinsă pe o suprafață de 13,3 ha, integral pe uscat.

## Localizare
Centrul sitului Turberas De Acumuer este situat la coordonatele 42°42′23″N 0°25′45″W / 42.7065°N 0.429055°V.

## Înființare
Situl Turberas De Acumuer a fost declarat sit de importanță comunitară în februarie 2002 pentru a proteja un număr necunoscut de specii din flora spontană și fauna sălbatică aflate în arealul zonei. Situl a fost protejat și ca arie specială de conservare în februarie 2021.

## Biodiversitate
Situată în ecoregiunea alpină, aria protejată conține 1 habitat natural: Mlaștini alcaline.
La baza desemnării sitului se află un număr nedeclarat de specii protejate.
Pe lângă speciile protejate, pe teritoriul sitului au mai fost identificate 4 specii de plante, 2 specii de amfibieni, 3 specii de mamifere.